# Angelo Mazzoni
Angelo Mazzoni (Milánó, 1961. április 3. –) olimpiai, világ- és Európa-bajnok olasz párbajtőrvívó, edző. Felesége Eöri Diána világbajnok magyar párbajtőrvívó.

## Sportpályafutása
1980 és 2000 között 6 olimpián vett részt.